# Мечеть Малабар

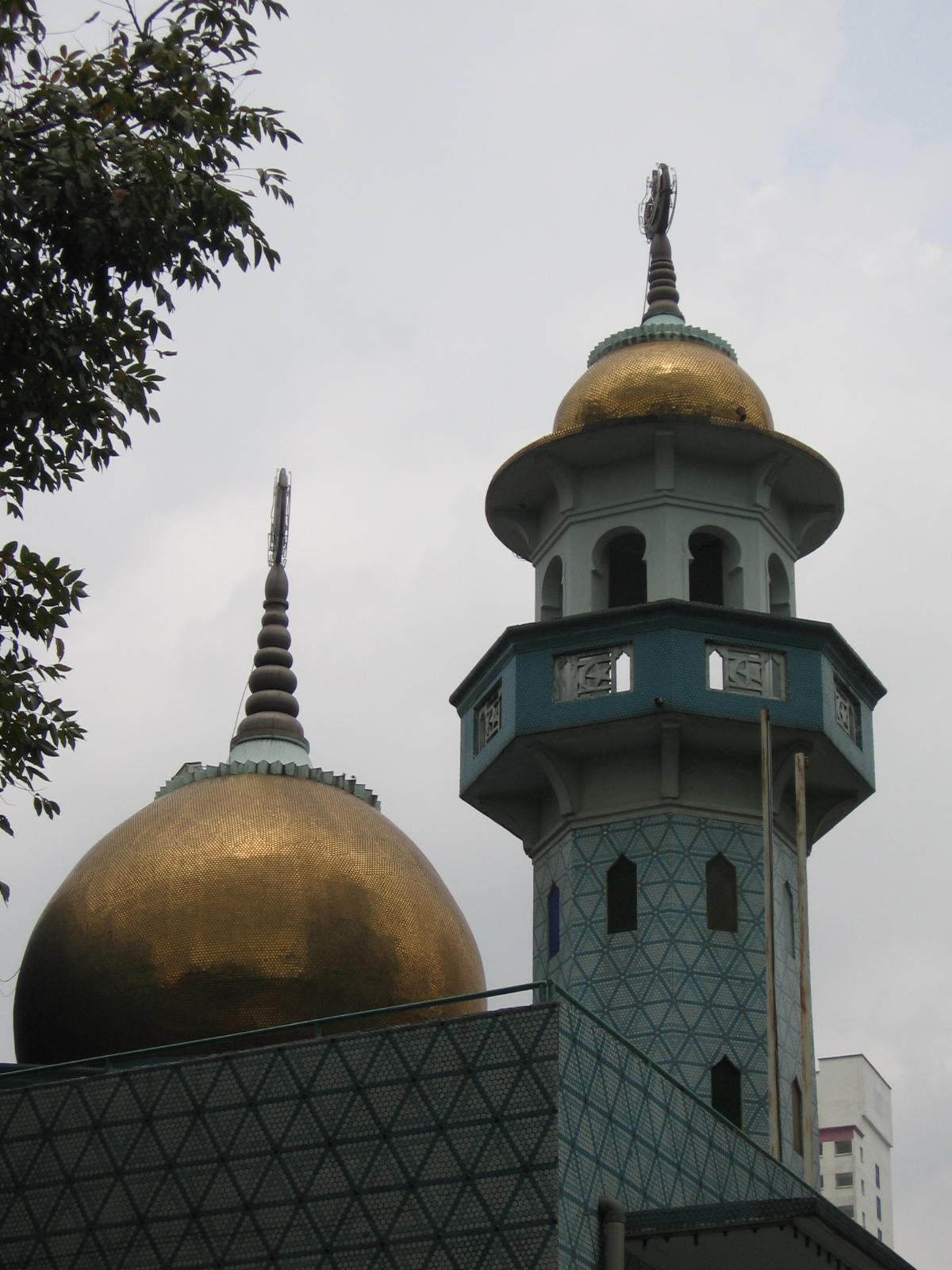
Восьмиугольный минарет и луковичный купол мечети

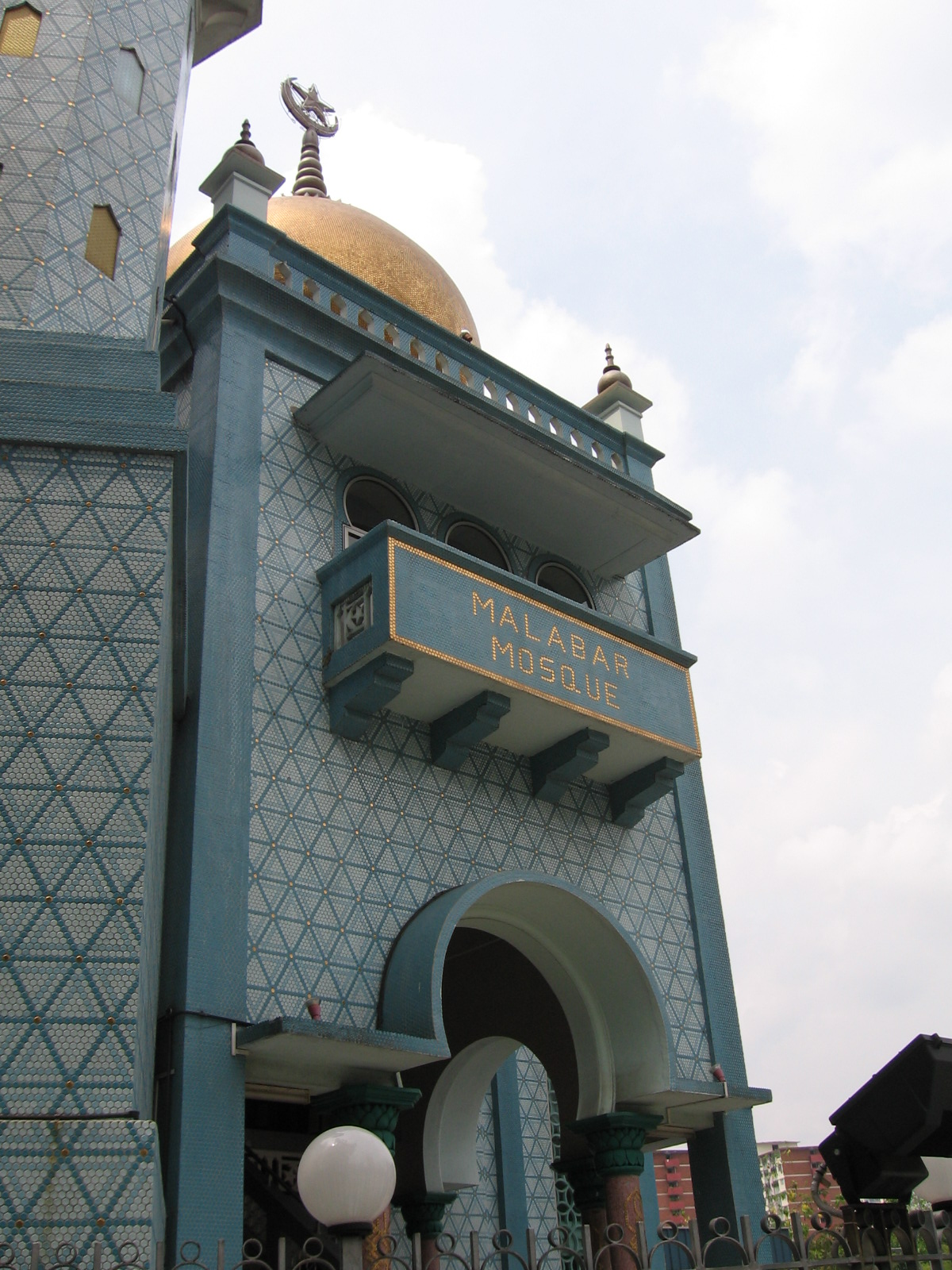
Главный фасад мечети

Мечеть Малабар (малайск. Malabar Masjid, араб. مسجد مالابار‎) — единственная малабарская мечеть Сингапура. Расположена на пересечении Виктория-стрит и Джалан-Султан в районе Кампонг-Глам. Мечеть построена по образцу мечети Султана Хуссейна с традиционной облицовкой сине-белых и лазурных цветов. Мечеть называют «младшим братом мечети Султана Хуссейна» из-за схожести их золотых куполов.

## История
Рядом с местом будущего строительства мечети располагалось кладбище, использовавшееся до Второй мировой войны. Индийские мусульмане ранее выстроили здесь религиозный комплекс, известный как Мечеть и мусульманское кладбище Титтачери, но он пришел в упадок и был заброшен ещё до 1929 года. После этого комплекс перешёл малабарским мусульманам, община которых образовалась в Сингапуре в 1927 году. Большей частью в ней состояли торговцы текстилем и ювелирными изделиями. Центр общины первоначально располагался в здании магазина на Чанги-роуд, затем переехал на Буссорах-стрит и, наконец, на Виктория-стрит.
Для перестройки мечети мусульмане начали кампанию по сбору средств и в результате получили щедрые пожертвований как от единоверцев, так и от представителей немусульманского общества. Открытие мечети Малабар состоялось 24 января 1963 года, церемонию возглавил Юсоф бин Исхак. Новая мечеть вмещала до 1000 человек.
Вскоре после открытия мечети в районе Джалан-Султан начались работы по благоустройству города. Чтобы внешние стены мечети выдержали давление урбанизированной среды с увеличившейся плотностью населения, краску на них заменили облицовкой. За исключением некоторых участков, оставленных неокрашенными, остальная часть фасадов была покрыта яркой лазоревой и синей плиткой. После этого община решила обновить подобным образом и внутреннее убранство храма. К 1995 году вся мечеть, за исключением некоторых участков, была полностью облицована. В 2009 году мечеть подверглась реставрации с целью сохранения её уникальной архитектуры.
Во втором десятилетии XXI века мечеть Малабар продолжает быть центром малабарской общины, которая собирается здесь для молитвы каждую пятницу и во время Ураза-байрам, Курбан-байрам и других религиозных праздников.

## Архитектура
Мечеть Малабар построена в традиционном исламском стиле. Архитектором мечети стал А. Х. Сидик, иммигрант из Индии, также спроектировавший гурдвару Шри-Гуру-Нанака-Сат-Сангх-Сабха на Уилкинсон-роуд. А. Х. Сидик проектировал и строил многие здания Сингапура, причём за создание религиозных сооружений любых конфессий никогда не брал плату.
Мечеть украшают большой центральный золотой луковичный купол с полумесяцем и звездой на шпиле и высокий минарет, восьмиугольный в плане, также увенчанный небольшим куполом с полумесяцем и звездой. По обеим сторонам основному зданию пристроены башенки с небольшими куполами с полумесяцем и звездой. Этажи мечети соединяют несколько внешних лестниц.
На цокольном этаже располагается помещение для изучения Корана, комната имама и гостевое помещение. В отдельной двухэтажной пристройке находятся административные помещения и зона омовения. Главный молитвенный зал расположен на первом этаже. Он направлен в сторону Мекки и с трёх сторон окружен просторными верандами. Лестница, ведущая на первый этаж, также ориентирована на Мекку. Архитектура мечети является уникальной для Сингапура.
Снаружи мечети располагаются некоторые сопутствующие зоны, включая стол для омовения тел умерших, позади — частично закрытое кладбище, известное как Мусульманское кладбище Титтачери, которое является малой частью кладбища Джалан-Кубор.